# 1971年の日本シリーズ
1971年の日本シリーズ（1971ねんのにっぽんシリーズ、1971ねんのにほんシリーズ）は、1971年10月12日から10月17日まで行われたセ・リーグ優勝チームの読売ジャイアンツとパ・リーグ優勝チームの阪急ブレーブスによる第22回プロ野球日本選手権シリーズである。

## 概要
川上哲治監督率いる読売ジャイアンツと西本幸雄監督率いる阪急ブレーブスの対決となった1971年の日本シリーズ。
1勝1敗で迎えた第3戦、9回二死まで巨人打線をほぼ完璧に抑える好投を続けていた阪急先発投手の山田久志から王貞治が逆転サヨナラ本塁打を放って勝利した巨人が、結局、シリーズを4勝1敗で巨人が制した。王のサヨナラ本塁打はシリーズの流れを変えたと位置づけられる。

## 試合結果
| 日付                                    | 試合   | ビジター球団（先攻） | スコア | ホーム球団（後攻） | 開催球場     |
| --------------------------------------- | ------ | -------------------- | ------ | ------------------ | ------------ |
| 10月12日（火）                          | 第1戦  | 読売ジャイアンツ     | 2 - 1  | 阪急ブレーブス     | 阪急西宮球場 |
| 10月13日（水）                          | 第2戦  | 読売ジャイアンツ     | 6 - 8  | 阪急ブレーブス     | 阪急西宮球場 |
| 10月14日（木）                          | 移動日 | 移動日               | 移動日 | 移動日             | 移動日       |
| 10月15日（金）                          | 第3戦  | 阪急ブレーブス       | 1 - 3x | 読売ジャイアンツ   | 後楽園球場   |
| 10月16日（土）                          | 第4戦  | 阪急ブレーブス       | 4 - 7  | 読売ジャイアンツ   | 後楽園球場   |
| 10月17日（日）                          | 第5戦  | 阪急ブレーブス       | 1 - 6  | 読売ジャイアンツ   | 後楽園球場   |
| 優勝：読売ジャイアンツ（7年連続15回目） |        |                      |        |                    |              |

### 第1戦
10月12日　西宮　入場者23503人
| 巨人 | 1 | 0 | 0 | 1 | 0 | 0 | 0 | 0 | 0 | 2 |
| 阪急 | 0 | 0 | 1 | 0 | 0 | 0 | 0 | 0 | 0 | 1 |

（巨）○堀内（1勝）－森

（急）●足立（1敗）、米田、宮本幸－岡村、岡田
[審判]パ道仏（球）セ竹元　パ田川　セ岡田功（塁）パ久喜　セ松橋（外）
巨人が初回、長嶋茂雄のタイムリーヒットで先制し、3回阪急は長池徳士のタイムリーで同点とした。巨人は4回、長嶋が二塁打でチャンスを作り、末次民夫のタイムリー安打で勝ち越し点を挙げた。阪急は堀内恒夫から9安打7四球を奪いながら残塁や走塁死などの拙攻を重ね、1点どまり。特に1番打者の福本豊が3安打1四球で計4度出塁しながら、いずれも得点に繋げられなかった。
公式記録関係（日本野球機構ページ）

### 第2戦
10月13日　西宮　入場者19914人
| 巨人 | 0 | 0 | 0 | 2 | 0 | 0 | 2 | 1 | 1 | 6 |
| 阪急 | 0 | 0 | 1 | 0 | 0 | 3 | 1 | 3 | X | 8 |

（巨）関本、高橋一、渡辺秀、●菅原（1敗）、山内新－森

（急）山田、○米田（1勝）－岡村

本塁打

（巨）王1号2ラン（4回山田）、柳田1号2ラン（7回山田）、長嶋1号ソロ（8回米田）、黒江1号ソロ（9回米田）
[審判]セ富澤（球）パ久喜　セ竹元　パ田川（塁）セ岡田功　パ沖（外）
公式記録関係（日本野球機構ページ）

### 第3戦
10月15日　後楽園　入場者33867人
| 阪急 | 0 | 1 | 0 | 0 | 0 | 0 | 0 | 0 | 0  | 1 |
| 巨人 | 0 | 0 | 0 | 0 | 0 | 0 | 0 | 0 | 3x | 3 |

（急）●山田（1敗）－岡村

（巨）○関本（1勝）－森、吉田孝

本塁打

（巨）王2号3ラン（9回山田）
[審判]パ沖（球）セ富澤　パ久喜　セ松橋（塁）パ道仏　セ竹元（外）
巨人関本、阪急山田と両チームとも第2戦に続いての中1日の先発登板。ともに好投したが、特に山田が2回に大熊忠義のタイムリー二塁打で挙げた1点を守り、巨人を8回まで無失点で抑えた。2回裏、末次に三塁打を喫し一死三塁になった場面があったものの、3回から8回二死まで1人の走者も出さない完璧な投球で、8回も土井正三の代打・上田武司に安打を打たれるが、次打者・吉田孝司を打ち取っていた。
巨人は、9回、一死から柴田勲が四球で出塁したが、柳田が倒れて二死。さらに続く長嶋の打球が、遊撃手阪本敏三のグラブのわずかに先を抜けて中前安打となった二死一、三塁から、王が、カウント1-1からの3球目を、右翼スタンドに逆転サヨナラ3点本塁打として、巨人が逆転サヨナラ勝ち（巨人の日本シリーズでのサヨナラ勝ちは前年の対ロッテ第1戦での黒江の本塁打以来2年連続4回目。全体でも1969年第2戦から3年連続14回目）。この本塁打は、この年のみならず日本シリーズ史上でも屈指の名場面と言われている。
王は、山田がセットポジションからの投球になれば（塁上に走者が出て）、モーションが早くなってタイミングを合わせられる、と考え、柴田になんとしても出塁するように頼んでいたという（第3戦のここまでの王の3打席はいずれも無走者だった）。
一方、西本は『私の履歴書』で、サヨナラ本塁打については、監督の自分も勝負することに異論がなく、山田と意思を十分に確かめ合ってのことだから「それ自体に悔いはない」としているが、長嶋の安打について「（王に逆転サヨナラ本塁打を打たれたことよりも）残念」「阪本が一歩（打球の方向とは）逆方向に動いたため、ゲームセットのはずがピンチに変わった。なぜ阪本が逆方向に動いたか、今もってわからない」などと振り返っている。これに関して山田は、「長嶋さんはカーブをひっかけると三遊間寄りの打球が多い傾向があるので、阪本さんは捕手の岡村さんの出したカーブのサインを見て三塁寄りに寄ったが、実際の打球が逆の二遊間に飛んだ」と指摘している。
公式記録関係（日本野球機構ページ）

### 第4戦
10月16日　後楽園　入場者42182人
| 阪急 | 0 | 0 | 0 | 0 | 0 | 3 | 0 | 0 | 1 | 4 |
| 巨人 | 0 | 0 | 4 | 0 | 0 | 0 | 3 | 0 | X | 7 |

（急）●足立（2敗）、石井茂、宮本幸、米田、梶本－岡村、岡田

（巨）○堀内（2勝）－森

本塁打

（巨）末次1号満塁（3回足立）
[審判]セ岡田功（球）パ道仏　セ松橋　パ久喜（塁）セ富澤　パ田川（外）
3回、二死一、三塁で王という第3戦9回裏と同じ場面を迎え、阪急の先発・足立光宏はさすがに王を敬遠。しかし続く末次が初球を叩き、先制の満塁アーチ。6回阪急は二死一、二塁から阪本、加藤秀司の連続二塁打で3点を返すが、巨人は7回裏、黒江透修のタイムリー三塁打で再び突き放し、末次、高田繁のタイムリーでさらに加点した。中3日の堀内が第1戦に続いて完投勝利。
この試合では浩宮（当時）が、前年（第3戦）に続いて日本シリーズを観戦した。浩宮は前年の試合、眼前で三塁打を放った末次の熱心なファンとなっており、その末次から3回に飛び出した満塁本塁打には大変喜んだという。
公式記録関係（日本野球機構ページ）

### 第5戦
10月17日　後楽園　入場者43467人
| 阪急 | 0 | 0 | 0 | 0 | 0 | 1 | 0 | 0 | 0 | 1 |
| 巨人 | 0 | 0 | 2 | 0 | 4 | 0 | 0 | 0 | X | 6 |

（急）●米田（1勝1敗）足立、山田－岡村

（巨）○高橋一（1勝）－森、吉田孝

本塁打

（急）長池1号ソロ（6回高橋一）

[審判]パ田川（球）セ松橋　パ道仏　セ竹元（塁）パ沖　セ岡田功（外）
巨人は、2回に黒江の適時打で先制し、長嶋の犠牲フライで追加点、5回には米田から代わった足立に対して、上田の二塁打などで4点を追加した。阪急を長池の本塁打の1点に抑えた高橋一が完投で3年連続の日本シリーズ胴上げ投手となった。
公式記録関係（日本野球機構ページ）

## 表彰選手
- 最優秀選手賞、打撃賞 末次民夫（巨）
- 敢闘賞　山田久志（急）
- 最優秀投手賞　堀内恒夫（巨）
- 技能賞　王貞治（巨）
- 優秀選手賞　黒江透修 （巨）

## テレビ・ラジオ中継

### テレビ中継
- 第1戦:10月12日
  - 関西テレビ≪フジテレビ系列≫　実況:松本暢章　解説：荒川博、吉田義男　ゲスト解説：大沢啓二（ロッテ監督）
- 第2戦:10月13日
  - 関西テレビ≪フジテレビ系列≫　実況:塩田利幸　解説：吉田義男、荒川博
- 第3戦:10月15日
  - 日本テレビ　実況:越智正典　解説：青田昇　ゲスト解説：三原脩（ヤクルト監督）
- 第4戦:10月16日
  - 日本テレビ　実況:浅見源司郎　解説：佐々木信也、金田正一　ゲスト解説：大沢啓二
- 第5戦:10月17日
  - 日本テレビ　実況:志生野温夫　解説：青田昇、中上英雄　ゲスト解説：三原脩 リポーター:越智正典、赤木孝男、浅見源司郎、小川光明、小早川正昭、吉田填一郎
  - NHK総合　解説：小西得郎、鶴岡一人

なお、第6・7戦は関西テレビで中継される予定だった。

### ラジオ中継
- 第1戦:10月12日
  - NHKラジオ第1
  - TBSラジオ（JRN・毎日放送制作）　解説：杉浦忠　ゲスト解説：江夏豊（阪神）
  - 文化放送（NRN・朝日放送制作）　解説：笠原和夫
  - ニッポン放送（NRN）　解説：関根潤三
  - ラジオ関東（現・ラジオ日本）　実況：島碩弥 解説：宮田征典
- 第2戦:10月13日
  - NHKラジオ第1　解説：加藤進
  - TBSラジオ（JRN・毎日放送制作）　解説：杉浦忠　ゲスト解説：江夏豊
  - 文化放送（NRN）　解説：堀本律雄、別所毅彦
  - ニッポン放送（NRN・朝日放送制作）　解説：花井悠　ゲスト解説：岩本尭（近鉄監督）
  - ラジオ関東　解説：宮田征典
- 第3戦:10月15日
  - NHKラジオ第1　実況：鈴木文彌　解説：鶴岡一人
  - TBSラジオ（JRN）　実況：石井智　解説：松木謙治郎　ゲスト解説：平松政次（大洋）
  - 文化放送（NRN）　解説：堀本律雄、荒川博
  - ニッポン放送（NRN）　解説：関根潤三、豊田泰光　ゲスト解説：醍醐猛夫（ロッテ）
  - ラジオ関東　実況：木島章夫　解説：千葉茂
- 第4戦:10月16日
  - NHKラジオ第1　解説：小西得郎、鶴岡一人
  - TBSラジオ（JRN）　実況：新村尚久　解説：松木謙治郎　ゲスト解説：江藤愼一（ロッテ　シーズン終了とともに大洋へ移籍）
  - 文化放送（NRN）　解説：堀本律雄、荒川博
  - ニッポン放送（NRN）　実況：深澤弘　解説：関根潤三、豊田泰光　ゲスト解説：平松政次
  - ラジオ関東
- 第5戦:10月17日
  - NHKラジオ第1　実況：西田善夫　解説：加藤進
  - TBSラジオ（JRN）　実況:渡辺謙太郎　解説：松木謙治郎　ゲスト解説：平松政次
  - 文化放送（NRN）　実況:月岡逸弥　解説：荒川博　ゲスト：城之内邦雄（巨人・この年引退。のちロッテで現役復帰）
  - ニッポン放送（NRN）　実況：深澤弘　解説：関根潤三、豊田泰光　ゲスト解説：醍醐猛夫（ロッテ）
  - ラジオ関東　実況：窪田康夫 解説：千葉茂
  - NHKラジオ第1と文化放送がこのシリーズで放送史上初めてベンチレポーターを起用した。巨人サイドは、当時共に局アナだった西田善夫（NHK）とみのもんた（文化放送）が担当した。